# Julodis onopordi
Julodis onopordi (Fabricius, 1787) è un coleottero della famiglia Buprestidae diffuso nel bacino del Mediterraneo.

## Descrizione
È un coleottero dalla livrea verde metallico, che raggiunge una lunghezza di 29 mm.

## Distribuzione e habitat
La specie è presente in Francia, Portogallo, Spagna, Sicilia (Lampedusa) e in Egitto, Libia, Tunisia, Algeria e Marocco.

## Tassonomia
Sono note le seguenti sottospecie:
- Julodis onopordi chalcostigma Chevrolat, 1860
- Julodis onopordi longiseta Abeille de Perrin, 1904
- Julodis onopordi onopordi (Fabricius, 1787)
- Julodis onopordi sommeri Jaubert, 1858
- Julodis onopordi splichali Obenberger, 1917
- Julodis onopordi lampedusanus Tassi, 1966
- Julodis onopordi fidelissima Rosenhauer, 1856
- Julodis onopordi pilosa (Fabricius, 1798)
- Julodis onopordi leucosticta (Fairmaire, 1859)
- Julodis onopordi setifensis (Lucas)
- Julodis onopordi koenigi (Mannerheim, 1837)